# Charles L. Melson

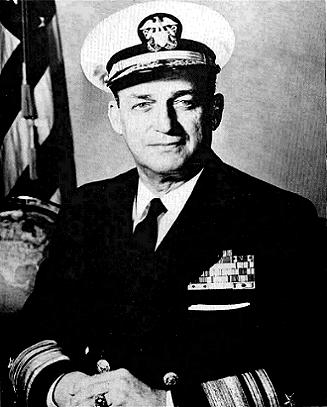
Charles L. Melson

Charles Leroy Melson  (* 24. Mai 1904 in Richmond, Virginia; † 14. September 1981 in Fort Lauderdale, Broward County, Florida) war ein Vizeadmiral der United States Navy. Er war unter anderem Leiter (Superintendent) der United States Naval Academy (USNA).

## Leben
Im Jahr 1927 absolvierte er die Marineakademie in Annapolis in Maryland. In der amerikanischen Kriegsmarine durchlief er anschließend alle Offiziersränge bis zum Vizeadmiral. In den Jahren vor dem amerikanischen Kriegseintritt in den Zweiten Weltkrieg diente er an Bord von zehn amerikanischen Kriegsschiffen. Dazu gehörten der Zerstörer USS Dickerson, der Schwere Kreuzer USS Northampton und das Schlachtschiff USS Pennsylvania. Zwischenzeitlich kehrte er an die Marineakademie zurück, um einen Fortbildungskurs in der Schiffstechnik (naval engineering) zu absolvieren.
Nach dem amerikanischen Eintritt in den Zweiten Weltkrieg war Melson zunächst Stabsoffizier im Stab des Oberbefehlshabers der amerikanischen Marine. Im November 1942 erhielt er das Kommando über den Zerstörer USS Champlin. Dieser war im Nordatlantik als Geleitschiff für Frachtschiffe eingesetzt. Im Juli 1943 war das Schiff auch an der alliierten Landung auf Sizilien beteiligt. Er behielt dieses Kommando bis zum März 1944. Dann erhielt er den Oberbefehl über eine Zerstörer-Division (Destroyer Division 32), die ebenfalls im Atlantik und im Mittelmeer eingesetzt war. Dabei war er an der Endphase der Operation Shingle in Italien und an der Operation Dragoon, der Landung der Alliierten in Südfrankreich, beteiligt. Dieses Kommando hatte er bis zum November 1944 inne. Danach wurde er zunächst Stabsoffizier beim Kommandeur der Zerstörerflotte im Atlantik. Anschließend war er Stabschef der Battleship Division Five. Bei Kriegsende war er Stabsoffizier beim Hauptquartier der 16. Flotte.
Nach dem Ende des Kriegs studierte Charles Melson am Naval War College in Newport in Rhode Island. Anschließend war er dort als Dozent tätig. Als Nächstes erhielt er das Kommando über die 20. Zerstörerstaffel (Destroyer Squadron 20). Dann gehörte er für einige Zeit der Verwaltung der Marineakademie in Annapolis an. Während des Koreakriegs kommandierte er das Schlachtschiff USS New Jersey, das in mehrere Kampfhandlungen verwickelt war. Gleichzeitig kommandierte er auch die Task Force 70.1.
Nach zwischenzeitlich anderen Verwendungen wurde er im Sommer 1955 zum Stab der Atlantikflotte versetzt. Danach kommandierte er bis zum April 1958 die 4. Amerikanische Kreuzer-Division (Cruiser Division 4). Am 27. Juni 1958 übernahm Charles Melson als Nachfolger von William R. Smedberg III als Superintendent die Leitung der Marineakademie in Annapolis. Dieses Amt bekleidete er bis zum 22. Juni 1960, als John F. Davidson seine Nachfolge antrat. Damals unterstand die Akademie (bis zum Jahr 1962) dem Severn River Naval Command, das ebenfalls von ihm geleitet wurde.
Zwischen Juli 1960 und April 1962 hatte Melson den Oberbefehl über die später aufgelöste 1. Flotte. Danach leitete er bis zum Juli 1964 das amerikanische Verteidigungskommando für Taiwan (United States Taiwan Defense Command). Seine letzte Mission führte ihn wieder zum Naval War College, dessen Leitung er am 31. Juli 1964 übernahm. Diese Aufgabe erfüllte er bis zum Januar 1966. Anschließend schied er aus dem aktiven Militärdienst aus.
Der seit 1932 mit Vedah Lee Jenkins (1900–1980) verheiratete Offizier starb am 14. September 1981 und wurde auf dem Friedhof der Marineakademie in Annapolis beigesetzt.

## Orden und Auszeichnungen
Charles Melson erhielt im Lauf seiner militärischen Laufbahn unter anderem folgende Auszeichnungen:
- Navy Distinguished Service Medal
- Silver Star
- Legion of Merit
- American Defense Service Medal
- Bronze Star
- American Campaign Medal
- European-African-Middle Eastern Campaign Medal
- World War II Victory Medal
- Navy Occupation Service Medal
- National Defense Service Medal
- Korean Service Medal
- Presidential Unit Citation (Südkorea)
- United Nations Service Medal Korea (UNO)